# Nakajima Ki-44
Il Nakajima Ki 44 (中島 キ-44?, Nakajima ki yonjūyon) identificato anche come Aereo da caccia monoposto Tipo 2 (二式単座戦闘機?, Ni-shiki tanza sentōki) e con il nome popolare Shōki (鍾馗? eroe della mitologia cinese e giapponese), nome di identificazione alleato: Tojo, era un caccia intercettore monomotore ad ala bassa sviluppato dall'azienda aeronautica giapponese Nakajima Hikōki KK all'inizio degli anni quaranta.
Entrò in produzione nel maggio 1942 e venne impiegato dal Dai-Nippon Teikoku Rikugun Kōkū Hombu, la componente aerea dell'esercito giapponese (JAAF).
Era meno maneggevole del suo predecessore, l'agile Ki-43, e i piloti giapponesi non gradivano la scarsa visibilità a terra, la superiore velocità d'atterraggio e la notevole rigidità dei comandi.
Tuttavia, il Ki-44 risultò superiore a ogni altro tipo di velivolo nipponico del tempo e riusciva a competere, per velocità massima e variometrica, con i migliori caccia alleati, dando ai piloti giapponesi la necessaria flessibilità e potenza di fuoco, che mancava al suo predecessore, il Ki-43. Il "Tojo", infatti, era equipaggiato, oltre che con due mitragliatrici pesanti, anche di una coppia di cannoncini aeronautici da 20 mm. Alcuni esemplari montarono inoltre cannoncini da 40 mm che però ne penalizzavano le prestazioni.
Queste caratteristiche ne facevano un efficace distruttore di bombardieri Boeing B-29 Superfortress statunitensi, il che convinse l'Alto Comando giapponese a porre la sua produzione tra le principali priorità belliche.
Il Ki-44 era temuto dai piloti alleati, anche se, verso la fine della guerra, piloti poco addestrati ne fecero un facile bersaglio.
Ne vennero costruiti in tutto solo 1.225 esemplari, sia per la concorrenza del Nakajima Ki-43 "Hayabusa" che del previsto successore Nakajima Ki-84 "Hayate".

## Storia del progetto

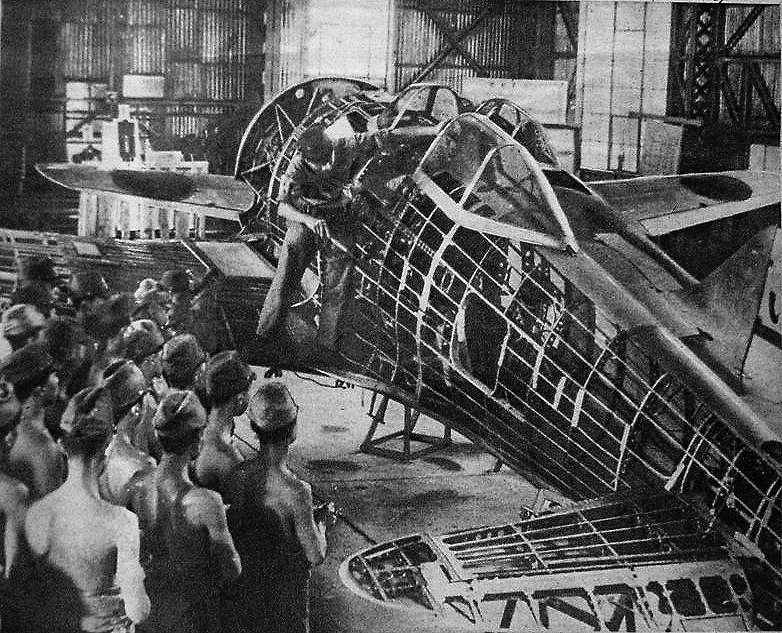
Un'immagine della struttura metallica di un Ki-44 situato presso la scuola di manutenzione dell'esercito imperiale a Tokorozawa.

Nel corso del 1937 il Kōkū Hombu, l'allora ministero dell'aviazione del Giappone, emise una specifica per la fornitura di un nuovo modello adatto a sostituire il Nakajima Ki-27, allora in servizio con i reparti aerei dell'esercito, con un caccia dalle maggiori prestazioni, più moderno ed efficiente. La Nakajima Hikōki, invitata a presentare un progetto in tal senso, decise di affidarne lo sviluppo al proprio ufficio tecnico, il quale disegnò il futuro Ki-43 "Hayabusa", indicando nel contempo di valutare la realizzazione di un modello derivato che invece di rispondere ai classici canoni dei caccia del periodo potesse ricoprire il ruolo di caccia intercettore puro, destinato alla difesa dello spazio aereo da possibili incursioni nemiche di bombardamento ad alta quota, privilegiando le prestazioni in velocità massima e variometrica piuttosto che ricercarne la manovrabilità. Le specifiche previste dovevano consentire al velivolo di volare a 600 km/h alla tangenza di 4 000 m (13 130 ft), quota da poter raggiungere in 5 min, un ostacolo che il gruppo di progettazione diretto da Toro Koyama fu costretto a superare pur non essendo disponibile, a quella data, nessuna motorizzazione in grado di sviluppare la potenza necessaria. In pratica l'esercito chiedeva non più un caccia, ma un intercettore puro, in parte perché sentiva questa esigenza, in parte perché (come spesso accadeva nelle forze amrate giapponesi) voleva replicare alla prossima comparsa di un intercettore puro tra le file dell'aeronautica della marina, ovvero al Mitsubishi J2M.
Per valutarne le caratteristiche si decise di modificare un lotto di Ki-43, equipaggiandoli con una diversa serie di ipersostentatori "a farfalla" in grado di migliorare la manovrabilità e armandoli con quattro mitragliatrici, due calibro 7,7 mm e due calibro 12,7 mm. Per la propulsione ci si orientò su un motore in grado di esprimere molta potenza, il Nakajima Ha-41, un motore radiale 14 cilindri doppia stella da 37,5 L di cilindrata, evoluzione del Nakajima Ha-5 sviluppato per essere montato su bombardieri, in grado di erogare 1 260 hp. L'Ha-41, che aveva un diametro di 1 260 mm, di 126 mm maggiore dei 1 144 mm del meno potente Nakajima Sakae da 27,8 L e 1 000 hp usato dal Ki-43 e dal Mitsubishi A6M, a causa del maggiore ingombro costrinse Koyama e i suoi collaboratori a realizzare una struttura di raccordo per adattare il propulsore alla fusoliera di diametro sensibilmente inferiore.
Al fine di raggiungere le prestazioni indicate dalle specifiche, il piano alare aveva una superficie relativamente piccola, soluzione che aveva come conseguenza alti valori di carico alare e una velocità di atterraggio maggiore dei caccia allora in uso e alla quale i piloti non erano abituati.
Il primo prototipo del Ki-44, indicato anche come Shōki (Zhong Kui, il Signore dei demoni della tradizione giapponese), venne portato in volo per la prima volta nell'agosto 1940 e durante le prove che seguirono i risultati si rivelarono incoraggianti, con la gestione del volo accettabile pur considerando l'alto carico alare, mentre si lamentavano, come previsto, problemi legati all'elevata velocità di atterraggio e la scarsa visibilità in avanti durante il rullaggio a causa delle dimensioni del motore radiale.
Nove dei primi dieci esemplari vennero inviati in Cina per i test operativi ma vennero rischierati in Indocina in previsione della guerra e subito dopo i primi combattimenti del gennaio 1942 l'aereo venne ordinato per la produzione in serie. Venne emesso un ordine per un secondo lotto di 40 esemplari di preproduzione, macchine che si differenziavano essenzialmente per l'armamento affidato a quattro mitragliatrici tutte calibro 12,7 mm, la ricollocazione della presa d'aria e un nuovo disegno degli alloggiamenti alari delle gambe di forza anteriore del carrello.

## Tecnica
L'aereo si presentava come un robusto caccia totalmente metallico, con ala di ridotta superficie e di forma grossomodo rettangolare, mentre i piani di coda erano sorprendentemente piccoli. Nonostante l'apparenza, il peso era appena superiore rispetto al Ki-43 e le dimensioni, specie l'ala, erano addirittura inferiori.
La grande fusoliera era anche molto alta per migliorare la stabilità della macchina anche con i piani di coda tanto ridotti.
L'abitacolo era sopraelevato, il tettuccio a "goccia", mentre il motore radiale a 14 cilindri era abbinato ad un'elica tripala metallica.
Il carrello, molto corto, era a larga carreggiata, mentre la presenza di flap di combattimento aiutava l'agilità del velivolo alle basse velocità.
L'armamento si basava sulle due armi nel muso, ma erano presenti anche altre due mitragliatrici nelle ali.

## Versioni ed impiego

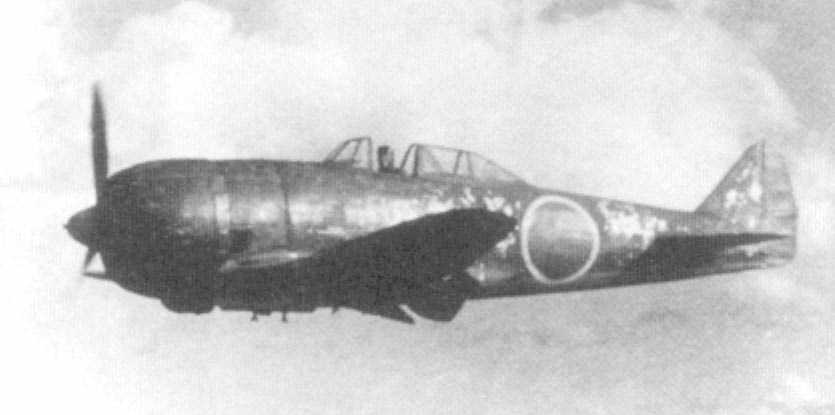
Un Ki-44 in volo

Il primo modello entrato in linea era il Ki-44-Ia, seguito dal -b e l'ultima variante della prima generazione, il -c. Differivano tra di loro di pochi particolari, ed il motore era sempre lo Ha-41 da 1.200 cavalli per una velocità di circa 580 km/h.
Dopo appena 40 macchine prodotte (che testimonia bene l'incertezza che i giapponesi avevano sul tipo di macchina di cui necessitavano, anche perché le loro operazioni all'epoca erano soprattutto offensive e non contemplavano una difesa aerea ben curata), si passò alla versione Ki-44-II, con il potente Ha-109 da 1.520 CV dallo stesso diametro.
Dopo pochi Ki-44-IIa, che avevano l'armamento "basico" dei Ki-44-Ia, la produzione si concentrò sul -b con 4 mitragliatrici calibro 12,7 e l'intercettore "antiB-29", il modello -c, con 4 cannoni calibro 20 mm.
Alcuni, per esaltarne le prestazioni di intercettore, ebbero 2 mitragliatrici del modello Ho-103 e due cannoni Ho-301 calibro 40mm, potenti armi ma a bassa velocità.
In seguito vennero sostituite dalle Ho-203 calibro 37 mm con una migliore velocità iniziale. Nessuno di questi cannoni ebbe molto successo, specie a causa del peso che comportavano, ma comunque il Ki-44 si dimostrò il migliore caccia giapponese per le alte quote e si batté con efficacia contro il B-29 nei reparti della difesa aerea metropolitana. L'armamento migliore era costituito dai cannoni Ho-3 da 20 mm.
Infine apparve il Ki-44-III, con un motore da Ha-145 da ben 2.000 cv ed un'elica conseguentemente quadripala. Le prestazioni erano senza dubbio interessanti, mentre l'armamento era costituito solo da cannoni, quattro da 20 mm oppure, nei modelli antibombardiere, due da 20 mm più due da 37 mm. Vennero costruiti pochi esemplari, essendo ormai il velivolo considerato molto superato come disegno basico; la produzione dello cessò nel dicembre del 1944.
Se è abbastanza ben conosciuto come intercettore impiegato per la difesa del Giappone, si conoscono invece pochi dettagli sull'impiego del velivolo nelle campagne in Asia continentale e peninsulare ma il caccia, all'inizio disprezzato anche per la sua scarsa propensione a perdonare errori ed eseguire manovre acrobatiche complesse, venne successivamente molto apprezzato dai piloti che impararono a sfruttarne la capacità di combattere ad alta velocità. Questo specialmente nel modello -II con il suo potente motore da 1.520 cavalli che ne garantiva 1.320 anche a 5.000 metri, con un tempo di salita a tale quota di appena 4,2 minuti, tra i migliori risultati ottenuti da un caccia a pistoni. Anche la velocità di picchiata era elevata, nonostante che questo aereo fosse dopotutto molto leggero, dato che a vuoto pesava quanto uno Spitfire Mk.I.
Gli ultimi aerei furono usati per attacchi diretti contro i B-29. La produzione passò al Ki-84 nell'ultimo anno e così lo 'Shoki' venne soppiantato poco a poco nei reparti di prima linea. Non essendo in grado di trasportare bombe non venne mai impiegato per le missioni kamikaze, ma forse anche la sua utilità come intercettore ne sconsigliò tale utilizzo.
Un unico aereo è noto per essere sopravvissuto fino almeno al 1992, negli Stati Uniti, dove venne visto ad una manifestazione aerea (parcheggiato).

## Utilizzatori
Giappone
- Dai-Nippon Teikoku Rikugun Kōkū Hombu

 Manciukuò
- Dai-Manshū Teikoku Kūgun

### Pubblicazioni
- (JA) Nakajima Ki.44, in Maru Mechanic, No. 9, marzo 1978.